# イトエダカビ
イトエダカビ Chaetocladium Fresenius 1863 はケカビ目のカビの1つ。細かに枝分かれした枝先の頂嚢に単胞子性の小胞子嚢をつけ、枝の先端は不実の棘となる。他のケカビ目のものに寄生するが、普通の培地でも生育する。

## 特徴
属の特徴を以下に示す。基質菌糸、匍匐菌糸、あるいは宿主上に形成されたゴール(虫瘤)から直接に伸び出す胞子柄は、直立するか斜上するか、または匍匐し、単一であるか、あるいは分枝する。主軸、あるいはその分枝の先端は不実の先端となって終わり、その側枝に胞子形成部を生じる。胞子形成部は数回にわたって連続的に輪生状に分枝し、その最後の分枝の先端、あるいは中間部が膨大し、その表面に短い柄のある単胞子の小胞子嚢をつける。膨大部は球形から亜球形、あるいは輪郭が角張っている。小胞子嚢の柄は短くて先細りとなっている。小胞子嚢は球形から亜球形で柱軸があり、外壁は薄くて永続性、表面はほぼ滑らかか棘状突起が並ぶ。柱軸は平らか、円錐状に盛り上がる。胞子嚢胞子は小胞子嚢と大きさ、形はほぼ同じで、表面は滑らか。接合胞子嚢は球形から亜球形で、その外壁は着色し、円錐形の突起で覆われている。支持柄は対向形。

## 具体的な形質
以下、タイプ種である C. jonesii に基づいて記す。

### 栄養体
通常の培地で培養が可能で、MEYE培地上、17℃での培養では7-10日で径8.5cmに達し、密な綿状になってペトリ皿の上の縁にまで達し、しかしすぐに潰れる。最初は白いが、10日ほどで灰色になり、乾燥するとオリーブ色を帯びた灰色になる。純粋培養の場合、栄養菌糸はあまり発達しない。匍匐菌糸を伸ばし、その先端が培地につくとそこから仮根状に菌糸を伸ばす。
本種および C. brefeldii は、いずれもやや低温を好み、本種では20度を少し下回る程度でもっともよく生育し、後者はやや暖かい条件を好むようだが、それでもよく発育するのは25℃までである。

### 無性生殖
無性生殖は単胞子性の小胞子嚢形性による。胞子嚢柄は一般に匍匐菌糸から出るが、基質上菌糸から出ることもある。胞子嚢柄は単一か分枝をして、表面は粗く、透明から淡い黄色を帯びる。胞子嚢柄は基質菌糸から直接に伸びるか匍匐菌糸から出るが、自然界では宿主であるケカビ類の菌体の上に生じたゴールから出る。胞子嚢柄は直立するか斜めに伸び、あるいは匍匐菌糸と同様に横に伸び、仮根を出し、長さは3-20mmに達し、太さは5-30μm。時としてその先端が鈍く尖った不実の突起状に終わる。その側枝には連続して3回までの輪生状の分枝が出て、時にそこには不規則な隔壁を生じ、また表面は時間がたつと粗くなる。その最後の分枝の先端に小胞子嚢が付く。連続した分枝は繰り返されるほどに細くなり、その最初の分枝から真っ直ぐな方向の先端は不実の棘に終わる。最初の分枝は元の軸に対してほぼ垂直な方向に向かい、同じ位置から3-7本の分枝が出て、先端の棘を含めて275μmに達する。最大で3つほど、頂嚢を生じる分枝を出し、それらは時間が経つと時として不規則に隔壁を生じ、またその表面は粗になる。その最後の枝が小胞子嚢をつける。輪生状に連なる枝は先にゆくにつれて細くなっている。典型的には分枝は元の枝に対して垂直に出る枝と不実の棘状突起の組み合わせで出来ている。当初の胞子形成枝は主軸に対して垂直か、わずかに散らばった方向に出て、単独か、対をなしてか、あるいは輪生状に3-7本が出る。真っ直ぐか多少曲がっており、その長さは様々だが先端の不実の棘を含めて275μmかそれ以上になり、先端に向かって細まっており、基部での太さは10-25μmである。二次の、およびさらなる分枝も単独か対をなすか、あるいは輪生状に3-4本が出て、先細りの形で長さは様々ながら25-175μmか時にそれ以上になり、最後の分枝は長さ25-100μm、基部の太さは3-6μm。最後の枝には小胞子嚢をつける膨大部を先端に、あるいは介在的につけるか、あるいは5-15μmの長さの小胞子嚢をつける膨大部を先端に持つ枝を出す。胞子を形成する小枝は、時に不実の棘の形の伸長部を持つ。膨大部は径12μmほどで、その輪郭は球形に近い形から多少不規則な形まで、表面は滑らかかごく細かく粗となっている。小胞子嚢の柄は滑らかで先細りになっており、長さは2-3μm、太さは基部で1-2μm、先端で1μm。小胞子嚢は灰色を帯び、側面から見るとやや亜球形、径7-10μm。その外壁は灰色を帯びており、表面は小棘が並び、圧力がかかると容易に裂けて中の胞子を放出する。柱軸は円盤状からやや円錐状に盛り上がり、径2-3μm。胞子嚢胞子は小胞子嚢とほぼ同型同大で、灰色を帯び、表面は滑らかで薄膜。

### 有性生殖
有性生殖は配偶子嚢接合から接合胞子嚢形成による。ただし自家不和合性なので好適な株同士が接した時のみ形成される。接合胞子嚢は球形から亜球形、径約100μmでごつごつした、多少とも円錐状の形をした突起に覆われている。支持柄は少し膨らんでおり、多少とも同型で40-55×35-50μm。

## 生態
土壌や動物の糞などから発見され、一緒に出現するケカビ類の菌類に寄生して観察される。日本での記録では糞と土壌の他、気中菌として見つかった例もある。
寄生する場合、接触部分にゴール(いわゆる虫瘤)を形成する。本属は菌寄生性ではあるが、純粋培養も可能なために条件的寄生菌とされる。
糞に生えたケカビやピライラ Pilaira の上に出現し、両者の付着点には多数の嚢状の膨大部を生じ、これがゴールと呼ばれる。この部分には宿主と本属の菌の両方の核が含まれていることが知られている。本属の菌は自家不和合性であるが、宿主となるケカビ属のものも自家不和合性の場合、本属の特定の株は宿主の一方の交配型に対してのみ寄生することが出来るとの説がある。このようなことから、本菌の寄生性は異種間で接合が行われたことから始まったのではないか、との説も示されている。もちろん種間では正常な接合は行われないのであるが、交配型が適合した場合、接合子嚢の形成やその接触までは行われる例が知られており、そのようなことから寄生性が始まったのではないか、というものである。同様の事例はやはりケカビ類の条件的寄生菌であるパラシテラ Parasitella でも知られている。詳細は該当項目を参照のこと。

## 分布
北半球に広く分布するもので、タイプ種の C. jonessii はヨーロッパ、北アメリカ、日本から知られ、もう1種の C. brefeldii は北アメリカではカナダからメキシコまで、ヨーロッパ、インド、それに中国から知られる。また両種共に日本からも報告があり、C. brefeldii の方が日本では多くの記録がある。

## 経緯
本属の歴史は長く、タイプ種である C. jonessi の記載は1863年に遡る。この時、この種は不完全菌と見なされ、Botrytis jonessi とされていた。何しろ糸状菌の研究が本格的に始まった時期でもあり、混乱は多かった。直後、この種は現行の属に移された。これを受けつつ、 de Barry は1865～1866年にこの種、およびエダケカビ Thamnidium elegans について、ケカビ属に近い多形的な種ではないか、おそらくはMucor mucedo に近い何かでは、といった考えを示した。van Tieghem & Le Monnier は、当初この説を受け入れ、M. mucedo が非常に様々な胞子や胞子嚢の型を持つ、ということによるものとしたが、これは純粋培養でなかったことによるものだった。しかし彼らはその後の研究で純粋培養に成功し、上記2種を含むいくつかの菌をそれぞれに独立のものであり、すでに発見されていたカラクサケカビ Circinella、ハリエダケカビ Helicostylum、それにエダケカビなどと共にそれらがケカビ類というグループを構成する、との判断を明らかにした。1873年には、問題の種、C. jonessi が形成するのが単胞子の小胞子嚢であり、その胞子は内生的に形成されること、そして例えばコウジカビ Aspergillus とユーロチウム Eurotium の関係のように、この種がケカビ属の種である M. mucedo の分生子段階ではあり得ない、ということを示した。
Brefeld は1872年に詳細な観察からこの菌の無性生殖や有性生殖の様子を記録し、これがM. mucedo に寄生するものであることを示した。彼はその菌をC. jonesii と判断していたが、それがやや小柄な別種であることを van Tieghem & Le Monier はその直後に指摘し、これを同属の新種 C. brefeldii と命名し、同時にこれらこの属の2種について純粋培養や他のケカビ目との2員培養を繰り返し、本属の寄生性が絶対的なものでなく、条件的なものであることを明らかにした。この研究は本属のみならずケカビ目の多くの属に関する基本的な考え方を確立したものとなり、これはその後約100年にわたって維持された。

## 類似の群
ケカビ目の中で頂嚢上に単胞子性の小胞子嚢をつけ、枝先が不実の棘で終わるものとして、ディコトモクラディウム Dichotomocladium がある。この属はBenny & Benjaminが1976年に記載したもので、形態的には本属に似ている。実際、現在はこの属に含まれている D. hesseltinii は本属の種 C. hesseltinii として1960年に記載されたもので、この属の記載に際してこの属に移された。それもあってBenny & Benjamin(1976)では本属とこの属との差異について詳しく検討しており、この属では枝の分枝が2叉分枝で、多くの枝が不実の棘で終わり、胞子形成部は不実の棘と対をなして生じること、その生長の好適な範囲がより高温であり、低温では成長が著しく衰えること、また寄生性を示さないことなどを挙げている。
このほか、C. benjamini は1962年に本属のものとして記載されたが、Benjaminによって1963年にエダカビ属Piptocephalis に移され、P. benjamini とされた。エダカビ属は現在はトリモチカビ目になっているが長らくケカビ目に扱われたもので、典型的には胞子嚢柄が先端で繰り返し2叉分枝し、その先端に頂嚢状の Head cell という細胞つけ、その表面に分節胞子嚢を多数付ける、というものであり、この限りでは本属と似た点はほぼないのであるが、この種はエダカビ属としては例外的に単胞子の分節胞子嚢を形成するもので、つまり見かけ上は単胞子の小胞子嚢と区別が難しい。更にこの種はhead cell を持たず、胞子嚢柄の枝の先端がわずかに膨らんだところに直接にこの分節胞子嚢がついている。その上にこの属のカビもケカビ目に寄生し、匍匐菌糸を伸ばすなど、本属とは外見的に似た点が多い。原著者はこの菌を培養して観察することが出来ておらず、この間違いはわからなくもない、とか。原著者は培養を試みたものの、発芽管の発生を見るもそこで成長が止まったことを観察しており、これが菌寄生性のものではないかとの見当を示し、その上で分枝した枝に胞子を付ける構造の類似点からこれを本属のものと判断し、不実の棘の存在を重視しなかったものである。またその枝の分枝をエダケカビ Thamunidium と類似することを述べている。
他にサムノケファリス属 Thamnochephalis のものが本属のものとされたことがある。このカビはトリモチカビ目に所属するものだが、長らく正体不明であった中、やはり頂嚢上に単胞子の小胞子嚢らしい胞子をつけ、繰り返し分枝した枝先に不実の棘を持つものとしての判断であった。

## 分類
本属は単胞子の小胞子嚢を形成することから、それが小胞子嚢であることを強調する立場からはエダケカビ科 Thamnidiaceae に含め、単胞子であることを重視する立場からはクスダマカビ科 Cunninghamellaceaeとするなどの説が唱えられてきたが、現在ではそれらの形質に基づく分類体系が系統関係を十分に反映しないことが示されている。分子系統などを含めての分類体系の例として、Hoffmann et al.(2013)では本属はもっとも分岐した先の群に含まれ、ここにはケカビ属が含まれるためにケカビ科 Mucoraceae とされるが、ここには旧来の体系では様々な科に分けられていた多様な形態のものが含まれる。その系統樹の中で本属2種は1つのクレードを形成し、ケカビ属の M. circinelloides や M. racemosus、パラシテラ属 Parasitella、エリソミケス属 Ellisomyces などを含むクレードと姉妹群をなす、という位置にある。

### 下位分類
本属に所属する種は以下の2種とされる。
- Chaetocladium　イトエダカビ属
  - C. jonessii
  - C. brefeldii

2種はよく似ており、上記のように初期には混乱があった。違いとしては後者の方が小型で、小胞子嚢の径が前者では7～10μm、後者では4～6μmであること、また前者では小胞子嚢の表面に針状突起があるのに対して後者ではほぼ滑らか、あるいはわずかに小突起がある程度となっている。
上記のようにこのほかにも本属として扱われたものはあるが、認められているのはこれだけのようである。